# Società Sportiva Lazio 2001-2002
Questa voce raccoglie le informazioni riguardanti la Società Sportiva Lazio nelle competizioni ufficiali della stagione 2001-2002.

## Stagione
L'avvio lento in campionato, con tre pareggi nelle prime tre partite, costò la panchina a Zoff: al suo posto subentrò Zaccheroni. L'avvicendamento tecnico non fu di aiuto alla squadra, che condusse un torneo anonimo. Ad ogni modo la vittoria contro l'Inter all'ultima giornata valse la qualificazione alla Coppa UEFA, negando ai nerazzurri uno scudetto che sembrava ormai alla portata.
L'avventura in UEFA Champions League iniziò dal turno preliminare, superato ai danni del Copenaghen, per concludersi nella prima fase a gironi: in sei incontri arrivarono quattro sconfitte, che resero inutili le due vittorie interne.

## Divise e sponsor

Il neoacquisto Jaap Stam in azione con la divisa all white per le gare europee.

Anche per la stagione 2001-2002 la Lazio conferma Puma come sponsor tecnico e Siemens Mobile come sponsor ufficiale.
| Casa | Trasferta | 1ª Europa | Portiere |

## Organigramma societario
Area direttiva
- Presidente: Sergio Cragnotti

Area tecnica
- Direttore sportivo: Nello Governato
- Allenatore: Dino Zoff, da settembre Alberto Zaccheroni
- Allenatore in seconda: Giancarlo Oddi, da settembre Stefano Agresti

## Rosa
| N. |                       | Ruolo | Calciatore                  |
| -- | --------------------- | ----- | --------------------------- |
| 1  | Italia (bandiera)     | P     | Luca Marchegiani            |
| 2  | Italia (bandiera)     | D     | Francesco Colonnese         |
| 3  | Brasile (bandiera)    | D     | César                       |
| 4  | Italia (bandiera)     | C     | Dino Baggio                 |
| 5  | Jugoslavia (bandiera) | C     | Dejan Stanković             |
| 6  | Spagna (bandiera)     | C     | Gaizka Mendieta             |
| 7  | Argentina (bandiera)  | A     | Claudio López               |
| 8  | Rep. Ceca (bandiera)  | C     | Karel Poborský              |
| 9  | Jugoslavia (bandiera) | A     | Darko Kovačević             |
| 10 | Argentina (bandiera)  | A     | Hernán Crespo               |
| 11 | Jugoslavia (bandiera) | D     | Siniša Mihajlović           |
| 13 | Italia (bandiera)     | D     | Alessandro Nesta (capitano) |
| 14 | Argentina (bandiera)  | C     | Diego Simeone               |
| 15 | Italia (bandiera)     | D     | Giuseppe Pancaro            |
| 16 | Italia (bandiera)     | C     | Giuliano Giannichedda       |

| N. |                        | Ruolo | Calciatore          |
| -- | ---------------------- | ----- | ------------------- |
| 17 | Svizzera (bandiera)    | D     | Guerino Gottardi    |
| 18 | Italia (bandiera)      | D     | Paolo Negro         |
| 19 | Italia (bandiera)      | D     | Giuseppe Favalli    |
| 20 | Italia (bandiera)      | C     | Stefano Fiore       |
| 21 | Italia (bandiera)      | A     | Simone Inzaghi      |
| 22 | Italia (bandiera)      | P     | Emanuele Concetti   |
| 23 | Spagna (bandiera)      | C     | Iván de la Peña     |
| 24 | Portogallo (bandiera)  | D     | Fernando Couto      |
| 25 | Italia (bandiera)      | D     | Alberto Comazzi     |
| 26 | Argentina (bandiera)   | C     | Lucas Castromán     |
| 28 | Italia (bandiera)      | C     | Fabio Liverani      |
| 31 | Paesi Bassi (bandiera) | D     | Jaap Stam           |
| 33 | Italia (bandiera)      | A     | Felice Evacuo       |
| 34 | Italia (bandiera)      | A     | Emanuele Berrettoni |
| 70 | Italia (bandiera)      | P     | Angelo Peruzzi      |

## Calciomercato

### Sessione estiva
| Acquisti | Acquisti              | Acquisti       | Acquisti      |
| R.       | Nome                  | da             | Modalità      |
| -------- | --------------------- | -------------- | ------------- |
| P        | Emanuele Concetti     | Arezzo         | fine prestito |
| D        | César                 | São Caetano    | definitivo    |
| D        | Alberto Comazzi       | Monza          | definitivo    |
| D        | Jaap Stam             | Manchester Utd | definitivo    |
| C        | Iván de la Peña       | Barcellona     | fine prestito |
| C        | Stefano Fiore         | Udinese        | fine prestito |
| C        | Alessandro Gazzi      | Treviso        | prestito      |
| C        | Giuliano Giannichedda | Udinese        | fine prestito |
| C        | Fabio Liverani        | Perugia        | definitivo    |
| C        | Gaizka Mendieta       | Valencia       | definitivo    |
| A        | Felice Evacuo         | Turris         | definitivo    |
| A        | Darko Kovačević       | Juventus       | definitivo    |

| Cessioni | Cessioni             | Cessioni       | Cessioni          |
| R.       | Nome                 | a              | Modalità          |
| -------- | -------------------- | -------------- | ----------------- |
| P        | Paolo Orlandoni      | Reggina        | fine prestito     |
| D        | Maurizio Domizzi     | Milan          | definitivo        |
| D        | Daniel Ola           | Chievo         | prestito          |
| D        | Emanuele Pesaresi    | Benfica        | prestito          |
| C        | Roberto Baronio      | Fiorentina     | prestito          |
| C        | Andrea Luciani       | Salernitana    | definitivo        |
| C        | Pavel Nedvěd         | Juventus       | definitivo        |
| C        | Juan Sebastián Verón | Manchester Utd | definitivo        |
| A        | Emanuele Berrettoni  | Perugia        | compartecipazione |
| A        | Fabrizio Ravanelli   | Derby County   | svincolato        |
| A        | Daniele Ruggiu       | Cittadella     | prestito          |
| A        | Marcelo Salas        | Juventus       | definitivo        |

### Sessione invernale
| Acquisti | Acquisti   | Acquisti | Acquisti      |
| R.       | Nome       | da       | Modalità      |
| -------- | ---------- | -------- | ------------- |
| D        | Daniel Ola | Chievo   | fine prestito |

| Cessioni | Cessioni        | Cessioni      | Cessioni          |
| R.       | Nome            | a             | Modalità          |
| -------- | --------------- | ------------- | ----------------- |
| D        | Daniel Ola      | L’Aquila      | prestito          |
| A        | Darko Kovačević | Real Sociedad | compartecipazione |

## Risultati

### Serie A

#### Girone di andata
| Arbitro: | Bolognino (Milano) |

|              |           |               |
| C. López 48’ | Marcatori | 61’ Matuzalém |

| Perugia 8 settembre 2001, ore 15:00 2ª giornata | Perugia          | 0 – 0 referto | Lazio | Stadio Renato Curi (13 331 spett.)\| Arbitro: \| Paparesta (Bari) \| |
| Arbitro:                                        | Paparesta (Bari) |               |       |                                                                      |

| Roma 16 settembre 2001, ore 15:00 3ª giornata | Lazio            | 0 – 0 referto | Torino | Stadio Olimpico (38 686 spett.)\| Arbitro: \| Bertini (Arezzo) \| |
| Arbitro:                                      | Bertini (Arezzo) |               |        |                                                                   |

| Arbitro: | Racalbuto (Gallarate) |

|                            |           |  |
| F. Inzaghi 42’ Laursen 50’ | Marcatori |  |

| Roma 30 settembre 2001, ore 20:30 5ª giornata | Lazio           | 0 – 0 referto | Parma | Stadio Olimpico (37 327 spett.)\| Arbitro: \| Braschi (Prato) \| |
| Arbitro:                                      | Braschi (Prato) |               |       |                                                                  |

| Arbitro: | Collina (Viareggio) |

|                                      |           |             |
| Marazzina 46’ Corini 78’, 88’ (rig.) | Marcatori | 7’ C. López |

| Arbitro: | Bertini (Arezzo) |

|                        |           |  |
| C. López 42’ Couto 71’ | Marcatori |  |

| Venezia 21 ottobre 2001, ore 15:00 8ª giornata | Venezia          | 0 – 0 referto | Lazio | Stadio Pierluigi Penzo (8 293 spett.)\| Arbitro: \| Rosetti (Torino) \| |
| Arbitro:                                       | Rosetti (Torino) |               |       |                                                                         |

| Arbitro: | Cesari (Genova) |

|                          |           |  |
| Delvecchio 49’ Totti 90’ | Marcatori |  |

| Arbitro: | Trentalange (Torino) |

|                                                  |           |  |
| Crespo 6’, 32’, 77’ S. Inzaghi 39’ Stanković 62’ | Marcatori |  |

| Arbitro: | Treossi (Forlì) |

|               |           |                                           |
| Caballero 76’ | Marcatori | 53’, 90’ Crespo 74’ Liverani 86’ C. López |

| Arbitro: | Collina (Viareggio) |

|              |           |  |
| Liverani 49’ | Marcatori |  |

| Arbitro: | Rosetti (Torino) |

|             |           |                                  |
| Cirillo 68’ | Marcatori | 59’ (rig.) Crespo 63’ S. Inzaghi |

| Arbitro: | Bertini (Arezzo) |

|                                      |           |  |
| Poborský 12’ Crespo 59’ C. López 86’ | Marcatori |  |

| Arbitro: | Borriello (Mantova) |

|                                        |           |            |
| L. Colucci 22’ Camoranesi 41’ Mutu 73’ | Marcatori | 56’ Crespo |

| Arbitro: | Paparesta (Bari) |

|                   |           |                       |
| C. López 19’, 35’ | Marcatori | 41’ Cruz 76’ Zaccardo |

| Milano 6 gennaio 2002, ore 20:30 17ª giornata | Inter             | 0 – 0 referto | Lazio | Stadio Giuseppe Meazza (54 380 spett.)\| Arbitro: \| Messina (Bergamo) \| |
| Arbitro:                                      | Messina (Bergamo) |               |       |                                                                           |

#### Girone di ritorno
| Arbitro: | Cesari (Genova) |

|            |           |  |
| Hübner 70’ | Marcatori |  |

| Arbitro: | Bertini (Arezzo) |

|                                                              |           |  |
| S. Inzaghi 9’ C. López 33’ Fiore 52’ Stanković 58’ Negro 64’ | Marcatori |  |

| Arbitro: | Tombolini (Ancona) |

|                  |           |  |
| C. Lucarelli 62’ | Marcatori |  |

| Arbitro: | Pellegrino (Barcellona Pozzo di Gotto) |

|               |           |                |
| Stanković 21’ | Marcatori | 90’ Shevchenko |

| Arbitro: | Farina (Novi Ligure) |

|             |           |  |
| Di Vaio 68’ | Marcatori |  |

| Arbitro: | Messina (Bergamo) |

|                |           |                  |
| S. Inzaghi 76’ | Marcatori | 85’ Legrottaglie |

| Arbitro: | Borriello (Mantova) |

|  |           |              |
|  | Marcatori | 78’ Poborský |

| Arbitro: | Morganti (Ascoli Piceno) |

|                                             |           |                           |
| Crespo 24’, 45+1’ (rig.), 75’ Pancaro 45+2’ | Marcatori | 68’ Bettarini 72’ Maniero |

| Arbitro: | Rosetti (Torino) |

|               |           |                                       |
| Stanković 53’ | Marcatori | 13’, 30’, 37’, 64’ Montella 72’ Totti |

| Arbitro: | Treossi (Forlì) |

|                   |           |            |
| Yllana 90’ (rig.) | Marcatori | 55’ Crespo |

| Arbitro: | Racalbuto (Gallarate) |

|                         |           |  |
| Stanković 38’ Fiore 79’ | Marcatori |  |

| Arbitro: | Bolognino (Milano) |

|               |           |              |
| Trezeguet 38’ | Marcatori | 25’ C. López |

| Arbitro: | Farina (Novi Ligure) |

|           |           |  |
| Fiore 68’ | Marcatori |  |

| Arbitro: | Pellegrino (Barcellona Pozzo di Gotto) |

|  |           |               |
|  | Marcatori | 24’ Castromán |

| Arbitro: | Farina (Novi Ligure) |

|                                                            |           |                                                      |
| Stam 29’ Stanković 45’, 52’ C. López 32’ (rig.) Crespo 78’ | Marcatori | 10’ Frick 80’ L. Colucci 88’ M. Cossato 90’ Adailton |

| Arbitro: | Treossi (Forlì) |

|                         |           |  |
| Signori 51’ Pecchia 88’ | Marcatori |  |

| Arbitro: | Paparesta (Bari) |

|                                              |           |                            |
| Poborský 20’, 45’ Simeone 56’ S. Inzaghi 73’ | Marcatori | 12’ C. Vieri 24’ Di Biagio |

### Coppa Italia
| Arbitro: | Palmieri (Cosenza) |

|                 |           |               |
| Crespo 16’, 45’ | Marcatori | 40’ De Cesare |

| Arbitro: | Dondarini (Finale Emilia) |

|  |           |            |
|  | Marcatori | 24’ Crespo |

| Arbitro: | Messina (Bergamo) |

|                              |           |             |
| Simone 22’ Javi Moreno 90+2’ | Marcatori | 45+1’ César |

| Arbitro: | Farina (Novi Ligure) |

|                           |           |                                   |
| S. Inzaghi 23’ Crespo 75’ | Marcatori | 5’ José Mari 53’, 56’ Javi Moreno |

### Champions League

#### Qualificazioni
| Arbitro: | Levnikov |

|                                  |           |            |
| Laursen 73’ (rig.) Fernandez 85’ | Marcatori | 56’ Crespo |

| Arbitro: | Krug |

|                                        |           |          |
| Crespo 48’, 63’ C. López 64’ Fiore 90’ | Marcatori | 81’ Zuma |

#### Prima fase a gironi
| Arbitro: | Wójcik |

|                |           |  |
| Ümit Karan 79’ | Marcatori |  |

| Arbitro: | Fandel |

|          |           |                                |
| Couto 7’ | Marcatori | 3’ Fabbri 63’ Armand 86’ Ziani |

| Arbitro: | McCurry |

|             |           |  |
| Hofland 40’ | Marcatori |  |

| Arbitro: | López Nieto |

|                               |           |            |
| Fiore 39’ C. López 55’ (rig.) | Marcatori | 56’ Kežman |

| Arbitro: | Levnikov |

|               |           |  |
| Stanković 76’ | Marcatori |  |

| Arbitro: | Hauge |

|           |           |  |
| André 72’ | Marcatori |  |

## Statistiche
Statistiche aggiornate al 5 maggio 2002.

### Statistiche di squadra
| Competizione     | Punti | In casa | In casa | In casa | In casa | In casa | In casa | In trasferta | In trasferta | In trasferta | In trasferta | In trasferta | In trasferta | Totale | Totale | Totale | Totale | Totale | Totale | DR  |
| Competizione     | Punti | G       | V       | N       | P       | Gf      | Gs      | G            | V            | N            | P            | Gf           | Gs           | G      | V      | N      | P      | Gf     | Gs     | DR  |
| ---------------- | ----- | ------- | ------- | ------- | ------- | ------- | ------- | ------------ | ------------ | ------------ | ------------ | ------------ | ------------ | ------ | ------ | ------ | ------ | ------ | ------ | --- |
| Serie A          | 53    | 17      | 10      | 6       | 1       | 38      | 18      | 17           | 4            | 5            | 8            | 12           | 19           | 34     | 14     | 11     | 9      | 50     | 37     | +13 |
| Coppa Italia     |       | 2       | 1       | 0       | 1       | 4       | 4       | 2            | 1            | 0            | 1            | 2            | 2            | 4      | 2      | 0      | 2      | 6      | 6      | 0   |
| Champions League |       | 4       | 3       | 0       | 1       | 8       | 5       | 4            | 0            | 0            | 4            | 1            | 5            | 8      | 3      | 0      | 5      | 9      | 10     | -1  |
| Totale           |       | 23      | 14      | 6       | 3       | 50      | 27      | 23           | 5            | 5            | 13           | 15           | 26           | 46     | 19     | 11     | 16     | 65     | 53     | +12 |

### Andamento in campionato
| Giornata  | 1 | 2  | 3  | 4  | 5  | 6  | 7  | 8  | 9  | 10 | 11 | 12 | 13 | 14 | 15 | 16 | 17 | 18 | 19 | 20 | 21 | 22 | 23 | 24 | 25 | 26 | 27 | 28 | 29 | 30 | 31 | 32 | 33 | 34 |
| --------- | - | -- | -- | -- | -- | -- | -- | -- | -- | -- | -- | -- | -- | -- | -- | -- | -- | -- | -- | -- | -- | -- | -- | -- | -- | -- | -- | -- | -- | -- | -- | -- | -- | -- |
| Luogo     | T | C  | T  | C  | C  | T  | C  | T  | C  | T  | C  | T  | C  | T  | T  | C  | T  | C  | T  | C  | T  | T  | C  | T  | C  | T  | C  | T  | C  | T  | C  | T  | C  | T  |
| Risultato | N | N  | N  | P  | N  | P  | V  | N  | P  | V  | V  | V  | V  | V  | P  | N  | N  | P  | V  | P  | N  | P  | N  | V  | V  | P  | N  | V  | N  | V  | V  | V  | P  | V  |
| Posizione | 9 | 12 | 10 | 12 | 13 | 15 | 13 | 12 | 14 | 10 | 8  | 8  | 7  | 5  | 7  | 7  | 8  | 8  | 8  | 7  | 7  | 8  | 9  | 7  | 7  | 7  | 7  | 7  | 7  | 7  | 7  | 6  | 7  | 6  |

Legenda:

Luogo: C = Casa; T = Trasferta. Risultato: V = Vittoria; N = Pareggio; P = Sconfitta.

### Statistiche dei giocatori
| Giocatore       | Serie A  | Serie A | Coppa Italia | Coppa Italia | Champions League | Champions League | Totale   | Totale |
| Giocatore       | Presenze | Reti    | Presenze     | Reti         | Presenze         | Reti             | Presenze | Reti   |
| --------------- | -------- | ------- | ------------ | ------------ | ---------------- | ---------------- | -------- | ------ |
| D. Baggio       | 15       | 0       | 3            | 0            | 3                | 0                | 21       | 0      |
| E. Berrettoni   | 1        | 0       | -            | -            | -                | -                | 1        | 0      |
| L. Castromán    | 11       | 1       | 1            | 0            | 1                | 0                | 13       | 1      |
| César           | 15       | 0       | 3            | 1            | 3                | 0                | 21       | 1      |
| F. Colonnese    | 8        | 0       | 1            | 0            | 2                | 0                | 11       | 0      |
| A. Comazzi      | -        | -       | -            | -            | -                | -                | -        | -      |
| E. Concetti     | -        | -       | -            | -            | -                | -                | -        | -      |
| F. Couto        | 29       | 1       | 2            | 0            | 4                | 1                | 35       | 2      |
| H. Crespo       | 22       | 13      | 4            | 4            | 7                | 3                | 33       | 20     |
| I. de la Peña   | 1        | 0       | 1            | 0            | -                | -                | 2        | 0      |
| F. Evacuo       | 2        | 0       | -            | -            | -                | -                | 2        | 0      |
| G. Favalli      | 20       | 0       | 4            | 0            | 6                | 0                | 30       | 0      |
| S. Fiore        | 30       | 3       | 2            | 0            | 8                | 2                | 40       | 5      |
| G. Giannichedda | 28       | 0       | 3            | 0            | 4                | 0                | 35       | 0      |
| G. Gottardi     | 5        | 0       | 3            | 0            | -                | -                | 8        | 0      |
| S. Inzaghi      | 20       | 5       | 2            | 1            | 6                | 0                | 28       | 6      |
| D. Kovačević    | 7        | 0       | 1            | 0            | 3                | 0                | 11       | 0      |
| F. Liverani     | 26       | 2       | 1            | 0            | -                | -                | 27       | 2      |
| C. López        | 29       | 10      | 1            | 0            | 8                | 2                | 38       | 12     |
| L. Marchegiani  | 9        | -7      | 2            | -2           | -                | -                | 11       | -9     |
| S. Mihajlović   | 6        | 0       | 2            | 0            | 2                | 0                | 10       | 0      |
| G. Mendieta     | 20       | 0       | 4            | 0            | 7                | 0                | 31       | 0      |
| P. Negro        | 16       | 1       | 4            | 0            | 5                | 0                | 25       | 1      |
| A. Nesta        | 25       | 0       | 1            | 0            | 6                | 0                | 32       | 0      |
| G. Pancaro      | 23       | 1       | 1            | 0            | 7                | 0                | 31       | 1      |
| A. Peruzzi      | 27       | -30     | 2            | -4           | 8                | -10              | 37       | -44    |
| K. Poborský     | 27       | 4       | 3            | 0            | 4                | 0                | 34       | 4      |
| D. Simeone      | 8        | 1       | -            | -            | 5                | 0                | 13       | 1      |
| J. Stam         | 13       | 1       | -            | -            | 5                | 0                | 18       | 1      |
| D. Stanković    | 27       | 7       | 4            | 0            | 5                | 1                | 36       | 8      |